# Gotta Travel On
Gotta Travel On ist der Titel eines im Jahre 1958 von Billy Grammer herausgebrachten Country-Songs, der auf einem alten Folksong beruht.

## Entstehungsgeschichte
Die Vergangenheit von Gotta Travel On lässt sich bis in das 19. Jahrhundert zurückverfolgen. Dabei änderten sich im Verlauf der Jahre sowohl der Titel als auch sein Text. Unter dem Titel Yonder Comes the High Sheriff führen seine Spuren in das Jahr 1891, damals auch betitelt als I’ve Laid Around and Played Around (ein Teil des heutigen Refrains). Ersichtlich die erste Aufnahme entstand am 6. August 1927 von Ollis Martin (Gesang/Harmonika) unter dem Titel Police & High Sheriff Come (Gennett Records #6306), registriert im American Songbag. Der Blues bezog sich auf die in Georgia und im ganzen Süden der USA populären Betrügereien beim Glücksspiel („skin games“) in Blueskneipen. Es folgte am 19. September 1927 als erste Coverversion die Aufnahme durch die Aiken County String Band als High Sheriff (Okeh Records #45219).
Die Melodie, aber einen völlig anderen Text übernahmen Crockett Ward & his Boys (aufgenommen am 26. September 1927; als Deadheads and Suckers, Okeh 45179), Prairie Ramblers (21. Februar 1935; als Big Ball in Texas; Vocalion 02918), Monroe Brothers (27. Februar 1936; als My Long Journey Home, Bluebird B6422) und die  Delmore Brothers (26. Januar 1938, als Big Ball in Texas, Bluebird B7560). Diesen Songs liegt der Titel Long Journey Home zugrunde, der dieselbe Melodie benutzt, jedoch einen völlig anderen Text aufweist.
Es dauerte jedoch über 30 Jahre, bis der Song wieder mit seinem ursprünglichen Text aufgegriffen wurde. Als Anfang 1959 Sanga Music Inc. das Copyright übernahm, wurden Folksänger Paul Clayton, Larry Ehrlich (Pseudonym von Lee Hays), David Lazar (Pete Seeger) und Tom Six (Fred Hellerman) als Komponisten registriert. Hays, Seeger und Hellerman waren Mitglieder der Folkgruppe Weavers. Folksänger Pete Seeger übernahm ihn mit dem Titel Done Laid Around für sein Album Hootenanny at Carnegie Hall (aufgenommen live in der Carnegie Hall am 22. Februar 1958; Folkways Records #FN 2512; 1960).

## Millionenseller

Billy Grammer – Gotta Travel On

Das Independent-Label Monument Records suchte seit Gründung im März 1958 nach einem geeigneten Song, mit dem der Labelkatalog beginnen sollte. Gründer Bob Foster benötigte hierzu 5 Monate, bis er auf den Titel Done Laid Around stieß. Der Folk-Sänger und -Komponist Paul Clayton hatte dem englischen Folksong zusammen mit David Lazar und Larry Ehrlich einen neuen Text mit zusätzlicher dritter Strophe und den Titel Gotta Travel On gegeben. Clayton steuerte den Refrain „Done laid around, done stayed around this old town too long and I feel like I gotta travel on“ bei. In einer Abendsession entstand am 22. August 1958 in den RCA-Tonstudios von Nashville mit Billy Grammer und dem Orchester von Bob Moore unter Produktionsaufsicht von Bob Foster ein mit Rockabilly-Elementen versehener Country-Song.
Die lange Suche hatte sich gelohnt, denn Gotta Travel On / Chasing a Dream (Monument 45-400) mit Billy Grammer entwickelte sich nach Veröffentlichung im Oktober 1958 zum ersten Millionenseller des neuen Plattenlabels und zum Crossover-Hit. Der Titel hatte im Februar 1959 bereits 900.000 Exemplare verkauft, Wochen später war die Millionengrenze überschritten. Er belegte Rang 5 in den Country-Charts und Rang 4 in der Pop-Hitparade und wurde damit erstmals in die Hitparaden transportiert. Grammer konnte den Erfolg nicht mehr mit anderen Titeln wiederholen; er verstarb am 10. August 2011.
Im Oktober 1959 erhielt Paul Clayton bei Monument Records einen Plattenvertrag.

## Coverversionen

Cisco Houston – LP The Open Road

Coverinfo listet insgesamt 34 Fassungen auf. Bill Monroe nahm am 1. Dezember 1958 eine Bluegrass-Version auf (Decca Records #30809), die nach Veröffentlichung im Januar 1959 bis auf Rang 15 der Country-Charts gelangte. Die Weavers haben den Folksong auf ihrer LP Travelling on With the Weavers (Vanguard Records #VSD 2022, Januar 1959) berücksichtigt. Eine Single-Auskopplung erschien auf Vanguard VRS 35001. Buddy Holly präsentierte das mittlerweile populäre Stück am 2. Februar 1959 in Clear Lake (Iowa), am Vorabend seines tödlich endenden Flugzeugabsturzes. Cisco Houston coverte ihn für die LP Sings Songs of the Open Road (Folkways FA 2480; Januar 1960) als Travel On. Harry Belafonte singt den Song im Film The World, the Flesh and the Devil (deutscher Titel: Die Welt, das Fleisch und der Teufel), der am 20. Mai 1959 US-Premiere hatte.
Mitkomponist Paul Clayton hatte ihn im Februar 1963 für seine LP Folk Singer! (Monument SP 18017) aufgenommen, die erst im Dezember 1964 erschien. Timi Yuro brachte im Oktober 1963 ihre bluesige Version heraus, Eddy Arnold berücksichtigte ihn auf seiner LP Folk Song Book (Januar 1964). Bob Dylan griff den Titel auf der am 28. Juni 1970 erschienenen LP Self Portrait auf. Rex Gildos deutsche Version hieß Der Sommer geht (LP Wenn es sein muss kann ich treu sein, Electrola #SME 83 846; 1965), Peggy Lee verewigte den Song am 29. Oktober 1965. Gotta Travel On gehört zu den mehr als eine Million Mal im Radio und Fernsehen aufgeführten Songs, das sind über 50.000 Stunden Airplay, und wurde mit einem BMI-Award ausgezeichnet.